# 索洛涅地区蒙特里约
索洛涅地区蒙特里约（法語：Montrieux-en-Sologne，法語發音：[mɔ̃tʁijø ɑ̃ sɔlɔɲ]）是法国卢瓦-谢尔省的一个市镇，属于罗莫朗坦-朗特奈区。

## 地理
索洛涅地区蒙特里约（47°33'12"N, 1°43'25"E）面积34.11 平方千米，位于法国中央-卢瓦尔河谷大区卢瓦-谢尔省，该省份为法国中北部省份，北起厄尔-卢瓦省，东北接卢瓦雷省，东南接谢尔省，南至安德尔省，西南接安德尔-卢瓦尔省，西北接萨尔特省。
与索洛涅地区蒙特里约接壤的市镇（或旧市镇、城区）包括：博济、迪宗、索洛涅地区拉马罗勒、伯夫龙河畔讷安、索洛涅地区韦尔努、维勒尼。
索洛涅地区蒙特里约的时区为UTC+01:00、UTC+02:00（夏令时）。

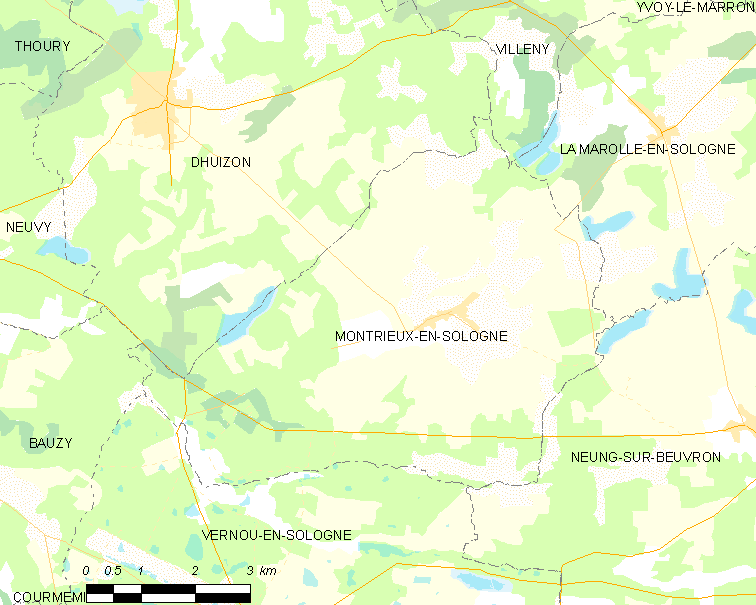
索洛涅地区蒙特里约的OSM定位图

## 行政
索洛涅地区蒙特里约的邮政编码为41210，INSEE市镇编码为41152。

## 政治
索洛涅地区蒙特里约所属的省级选区为尚博尔县。

## 人口

1962-2008年间索洛涅地区蒙特里约人口变化图示

索洛涅地区蒙特里约于2022年1月1日时的人口数量为636人。